# 曽我豪
曽我 豪（そが たけし、1962年3月1日 - ）は、朝日新聞東京本社政治部編集委員。

## 来歴
1962年、三重県生まれ。
1985年3月、東京大学法学部（政治コース）卒業後、同年4月、朝日新聞社に入社。熊本支局、1988年、西部本社（在小倉）にて社会部で高校野球と県警担当を合計4年間務める。
1989年、人事異動にて東京本社政治部へ異動。政治部では主に内閣総理大臣番記者、自由民主党竹下派梶山静六幹事長、野党クラブにて民社党、文部科学省、建設省・国土交通省、労働省を担当。1994年、人事にて週刊朝日に異動し記者・編集者を担当。1997年の人事にて、政治部に復帰。2000年には月刊誌論座にて副編集長を担当。
2007年、人事にて東京本社政治部編集委員となる。自民党平河クラブ、2003年、政党担当デスク。2011年より政治部長を担当。
2015年4月、母校である東京大学の大学院法学政治学研究科客員教授を2017年3月迄勤める。
2005年「郵政選挙」の際の朝日新聞「虚偽報道」では当事者となっている。

## 出演番組

### テレビ
- NEWSゆう+（朝日放送）※隔週 2011年3月 - 9月
- キャスト（朝日放送テレビ）
- 教えて!ニュースライブ 正義のミカタ（朝日放送テレビ）
- 激論!クロスファイア（BS朝日）

### ラジオ
- ザ・ボイス そこまで言うか!（ニッポン放送）